# Caboclo
Caboclo är (portugisiska, ’kopparfärgad’) ett ord som tidigare användes av brasilianare för mestiser. Det har senare kommit  att användas för att hänvisa till centrala Brasiliens fattiga och outbildade bönder och lantarbetare. Detta oavsett rasbakgrund.